# Gnomulus armillatus
Espèce
Synonymes
- Pelitnus armillatus Thorell, 1891

Gnomulus armillatus est une espèce d'opilions laniatores de la famille des Sandokanidae.

## Distribution
Cette espèce est endémique de Sumatra en Indonésie. Elle se rencontre vers Padang Panjang.

## Description
L'holotype juvénile mesure 2 mm.
Les mâles mesurent de 5,53 à 6,09 mm et les femelles de 6,31 à 6,62 mm.

## Systématique et taxinomie
Cette espèce a été décrite sous le protonyme Pelitnus armillatus par Thorell en 1891. Elle est placée dans le genre Gnomulus par Martens et Schwendinger en 1998.

## Publication originale
- Thorell, 1891 : « Opilioni nuovi o poco conosciuti dell'Arcipelago Malese. » Annali del Museo Civico di Storia Naturale di Genova, vol. 30, p. 669-770 (texte intégral).